# Aneurus borealis
Aneurus borealis är en insektsart som beskrevs av Picchi 1977. Aneurus borealis ingår i släktet Aneurus och familjen barkskinnbaggar. Inga underarter finns listade i Catalogue of Life.